# 鮑貴卿

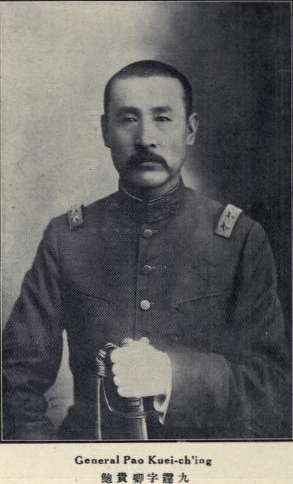
鮑貴卿肖像

鮑貴卿（1867年—1934年3月1日），字霆九，奉天府海城县（今辽宁省海城市）人。清末民初軍事人物、政治人物，北洋政府时期军阀、奉系将领。

## 生平

### 清末
鮑貴卿少年時代因家庭貧困而輟學務農。19歳時加入駐山海關的淮軍葉志超部，後在天津武備学堂學習2年。1888年（光緒14年）畢業後，他任葉志超率領的正定練軍砲隊哨長。1894年（光緒20年），隨葉志超部入朝鮮，後來在甲午戰争中於平壤遭日軍進攻，葉志超喪失鬥志，逃亡回國，受到清政府懲處。鮑貴卿也受連累被免職。
1895年（光緒21年）袁世凱在天津小站編制新建陸軍，鮑貴卿任武衛右軍右翼工程營築壘司隊官。鮑貴卿的勇名眾所周知，受到王士珍、段祺瑞高度評價。1902年（光緒28年），鮑貴卿任北洋常備軍左鎮左翼歩兵第2營管帶，在率新兵经过巨鹿县时遭景廷宾部围困，50人被杀，鲍贵卿中刀伤勉强逃走。
1904年（光緒30年）任北洋第一鎮（左鎮改組而成）第2協第4標統帶，后升任陸軍第二鎮第4協協統。其間，鮑貴卿與張作霖相交甚歡，張作霖的長女张冠英和鮑貴卿的次男鲍毓才訂婚。1911年（宣統3年）4月，鮑貴卿任陸軍協都統。
1911年10月武昌起義爆發，陸軍第二鎮奉命到湖北省鎮壓革命派，鮑貴卿参戰。後鮑貴卿參加段祺瑞、姜桂題、段芝貴等聯名發出的段祺瑞等要求共和第一电，後來又參加段祺瑞等發出的段祺瑞等要求共和第二电，促請清帝退位。中華民国成立後，鮑貴卿任第2師歩兵第4旅旅旅長（由清朝第2協第4標改組）。1912年（民国元年）10月，他授陸軍少将、駐直隷省。1913年（民国2年）被授陸軍中将銜。
1913年7月二次革命爆發，鮑貴卿、段芝貴随安徽省出撃。8月任蕪湖大通司令官（後為“蕪湖鎮守使”）兼第3旅旅長。由於安徽都督倪嗣沖排斥異己，1915年（民国4年）鮑貴卿不得不改任北京陸軍講武堂堂長。1915年10月，升任陸軍中将。12月袁世凱稱帝，被封一等男。

### 東清鐵路
1916年（民国5年）6月袁世凱死後，加入張作霖奉系。1917年（民国6年）7月，在張作霖的推薦下，鮑貴卿任黑龍江督軍兼省長，授陸軍上将銜。1918年（民国7年）3月，鮑貴卿兼任黑龍江第19混成旅代理旅長，並兼任濱黑鐵路（未建）督辦，插手鐵路事業。
1918年9月，張作霖任東三省巡閲使，取得東三省的支配權。1919年（民国8年）7月，皖系軍閥、吉林督軍孟恩遠被撤職，鮑貴卿署吉林督軍。孟恩遠武力抵抗，被鮑貴卿制服。
1919年8月、鮑貴卿任督辦東省鉄路（東清鐵路、中東鐵路）公司事宜兼東省護路軍總司令（11月辭第19旅旅長、濱黑鐵路督辦）。1920年（民国9年）1月，鮑貴卿接收管理東省鐵路。3月，東省鐵路的俄軍武装解除，中東鐵路司令（「坐辦」）狄米特里·列奥尼德维奇·霍尔瓦特的解職命令下達。5月，中東鐵路司法權改訂、中俄会審（合同審判）制度取消。以上即中東鐵路主權由中国接收的過程。。6月，鮑貴卿辞督辦東省鉄路公司事宜一職，9月兼署吉林省長。

### 陸軍總長
1919年，鮑貴卿因和日本之間的軍事密約及借款計劃曝光，遭到輿論非難。1921年（民国10年）3月，鮑貴卿以眼病為理由辭去督軍一職，獲授霆威将軍。12月，他在張作霖支持的梁士詒内閣中任陸軍總長。1922年（民国11年）4月第一次直奉戰争中奉系敗北，鮑貴卿称病辞任陸軍總長，回到東北。
1924年（民国13年）9月，再任督辦東省鉄路公司事宜，至1925年9月卸任。此後歷任張作霖的大元帥府顧問、審計院長。1928年（民国17年）6月皇姑屯事件後從政界、軍界完全引退。
1929年，鲍贵卿担任董事长仁义地产公司拟将毗邻南开中学的60亩土地拟出售，该片土地曾被南开中学借用为操场。张伯苓以学生“不能没有练身体的运动课地方”为由，请鲍贵卿给予支持。于是，鲍贵卿以半卖办捐的方式，将市价18万元的土地，以5万元的价格卖予南开中学。
1934年（民国23年）3月1日，鮑貴卿在北平病逝，享年68嵗。安葬在八大处鲍贵卿墓。
鲍贵卿旧宅在天津市。

## 家庭
- 父亲：鲍永宽（又名见喜）
- 长子
- 次子鲍毓才（又名英麟），娶张作霖长女张冠英
- 侄子鲍毓麟